# Pamela Schuster
Pour les articles homonymes, voir Schuster.
Pamela Schuster, née le 7 novembre 1960, est une coureuse cycliste américaine.

## Palmarès sur route
- 1993
  - 3e du Tour of the Gila
- 1994
  - 3e de la Tucson Bicycle Classic
  - 3e du Bisbee Tour
- 1995
  - 3e du Ruta Mexico
  - 3e du Bisbee Tour
- 1997
  - 2e étape de la Redlands Bicycle Classic
  - 2e étape de la Street-Skills Cycle Classic
- 1998
  -  Championne des États-Unis sur route
  - 2e du Geelong World Cup
  - 2e de Redlands Bicycle Classic
- 1999
  - 4e étape de la Fitchburg Longsjo Classic
  - 3e étape de la Killington Stage Race
  - 2e de Manhattan Beach Grand Prix
- 2000
  - 2e étape du Tour of Willamette
  - 3e du championnat des États-Unis sur route
  - 3e du championnat des États-Unis du contre-la-montre
  - 3e de Manhattan Beach Grand Prix
- 2001
  - 3e du championnat des États-Unis du contre-la-montre
- 2007
  - Dana Point Grand Prix
- 2015
  - 3e du Tour de Murrieta